# Adelmo Bulgarelli

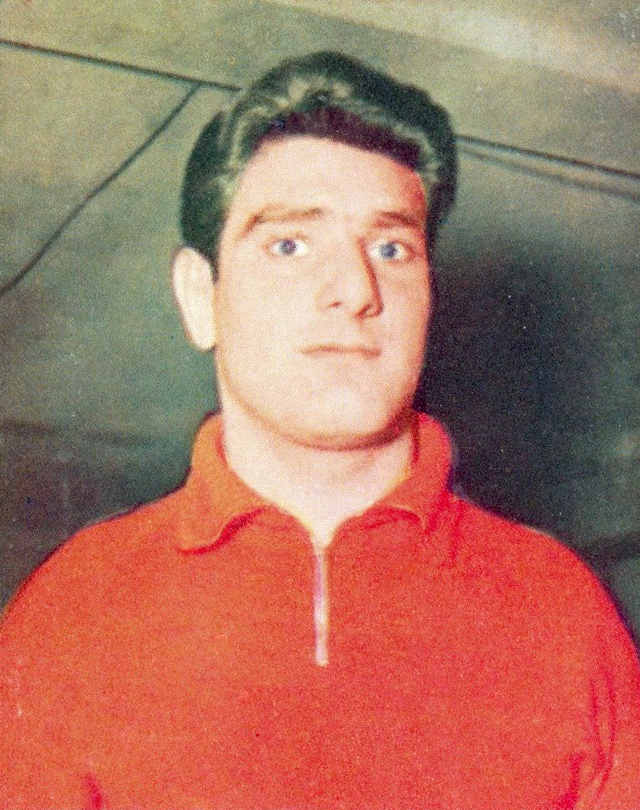
Adelmo Bulgarelli (1966 oder früher)

Adelmo Bulgarelli (* 23. März 1932 in Modena; † 20. Juli 1984) war ein italienischer Ringer und Gewinner der Bronzemedaille im Schwergewicht im griech.-röm. Stil bei den Olympischen Spielen 1956 in Melbourne.

## Werdegang
Adelmo Bulgarelli wuchs in Modena auf und begann dort als Jugendlicher mit dem Ringen. Er konzentrierte sich dabei auf den griech.-röm. Stil. 1953 wurde Adelmo erstmals italienischer Meister und bei der Weltmeisterschaft in Neapel im Halbschwergewicht eingesetzt. Er hatte dabei aber ausgesprochenes Lospech, denn er traf auf den schwedischen Olympiasieger von 1948 Karl-Erik Nilsson und auf den für die Sowjetunion startenden Esten August Englas, gegen die er nach Punkten unterlag.
1955 gewann Bulgarelli, der inzwischen für den Sportklub der Fiatwerke „FIAT“ Turin startete, bei den Mittelmeer-Spielen in Barcelona im Halbschwergewicht die Goldmedaille. Auch bei der Weltmeisterschaft 1955 in Karlsruhe gab Bulgarelli eine ausgesprochen gute Figur ab. Er besiegte den ungarischen Meister János Solyom, den starken Österreicher Eugen Wiesberger und den ehemaligen Weltmeister Haydar Zafer aus der Türkei, ehe er wieder von Karl-Erik Nilsson gestoppt wurde. Er belegte aber einen sehr guten 5. Platz.
Zum Höhepunkt der Laufbahn von Adelmo Bulgarelli wurden die Olympischen Spiele 1956 in Melbourne. Bulgarelli war inzwischen in das Schwergewicht aufgerückt. In den Vorrundenkämpfen besiegte er u. a. den vielfachen Weltmeister Bertil Antonsson aus Schweden, konnte aber in den Finalkämpfen gegen Wilfried Dietrich aus der Bundesrepublik Deutschland und Anatoli Parfenow aus der UdSSR nichts ausrichten, gewann aber die Bronzemedaille.
Bulgarelli startete auch noch bei den Olympischen Spielen 1960 in Rom und 1964 in Tokio, kam dabei aber nicht mehr in Medaillennähe.

## Erfolge

### Internationale Erfolge
(OS = Olympische Spiele, WM = Weltmeisterschaft, GR = griech.-röm. Stil, Hs = Halbschwergewicht, bis 1960 bis 87 kg, ab 1961 bis 97 kg Körpergewicht, S = Schwergewicht, bis 1960 ab 87 kg Körpergewicht)
- 1953, 8. Platz, WM in Neapel, GR, Hs, nach Niederlagen gegen August Englas, UdSSR u. Karl-Erik Nilsson, Schweden;
- 1955, 1. Platz, Mittelmeer-Spiele in Barcelona, GR, Hs, vor Suleyman Bastimur, Türkei u. Sertari, Ägypten;
- 1955, 5. Platz, WM in Karlsruhe, GR, Hs, mit Siegen über János Solyom, Ungarn, Haydar Zafer, Türkei u. Eugen Wiesberger, Österreich u. einer Niederlage gegen Karl-Erik Nilsson;
- 1956, Bronzemedaille, OS in Melbourne, GR, S, mit Siegen über J. Zammit, Australien, Antonios Georgoulis, Griechenland u. Bertil Antonsson, Schweden u. Niederlagen gegen Hamit Kaplan, Türkei, Wilfried Dietrich, BRD u. Anatoli Parfenow, UdSSR;
- 1959, 2. Platz, Turnier in Savona, GR, S, hinter Wilfried Dietrich u. vor Suleyman Bastimur;
- 1960, 7. Platz, OS in Rom, GR, S, mit einem Sieg über Dale Lewis, USA u. Niederlagen gegen István Kozma, Ungarn u. Radoslaw Kassabow, Bulgarien;
- 1964, 9. Platz, OS in Tokio, GR, Hs, mit einem Sieg über Lucjan Sosnowski, Polen, einem Unentschieden gegen Gıyasettin Yılmaz, Türkei u. einer Niederlage gegen Nicolae Martinescu, Rumänien

### Italienische Meisterschaften
Adelmo Bulgarelli gewann elfmal die italienische Meisterschaft im griech.-röm. Stil im Halbschwer- bzw. Schwergewicht.